# Winonaite
Winonaite gehören zur Klasse der primitiven Achondrite (Meteorite) und sind feinkörnige, überwiegend aus Pyroxen und Magnesium-reichem Olivin, Troilit und Nickel-Eisen-Metall bestehende außerirdische Gesteine. Die Chemie und das Sauerstoffisotopenverhältnis setzen Winonaite in Beziehung zu Silikateinschlüssen in Eisenmeteoriten der Klasse IAB. Wahrscheinlich stammen beide von einem differenzierten Asteroiden, der zerstört wurde, als sich der Eisenkern und die silikatreiche Kruste herausbildeten.
Der bekannteste Winonait und zugleich Namensgeber der ganzen Klasse ist der von Winona (Arizona) in den Vereinigten Staaten. Er wurde 1928 bei der Ausgrabung von Ruinen der Sinagua-Kultur in Elden-Pueblo gefunden und diente dort offenbar als Kultgegenstand.